# MQ-8 Fire Scout

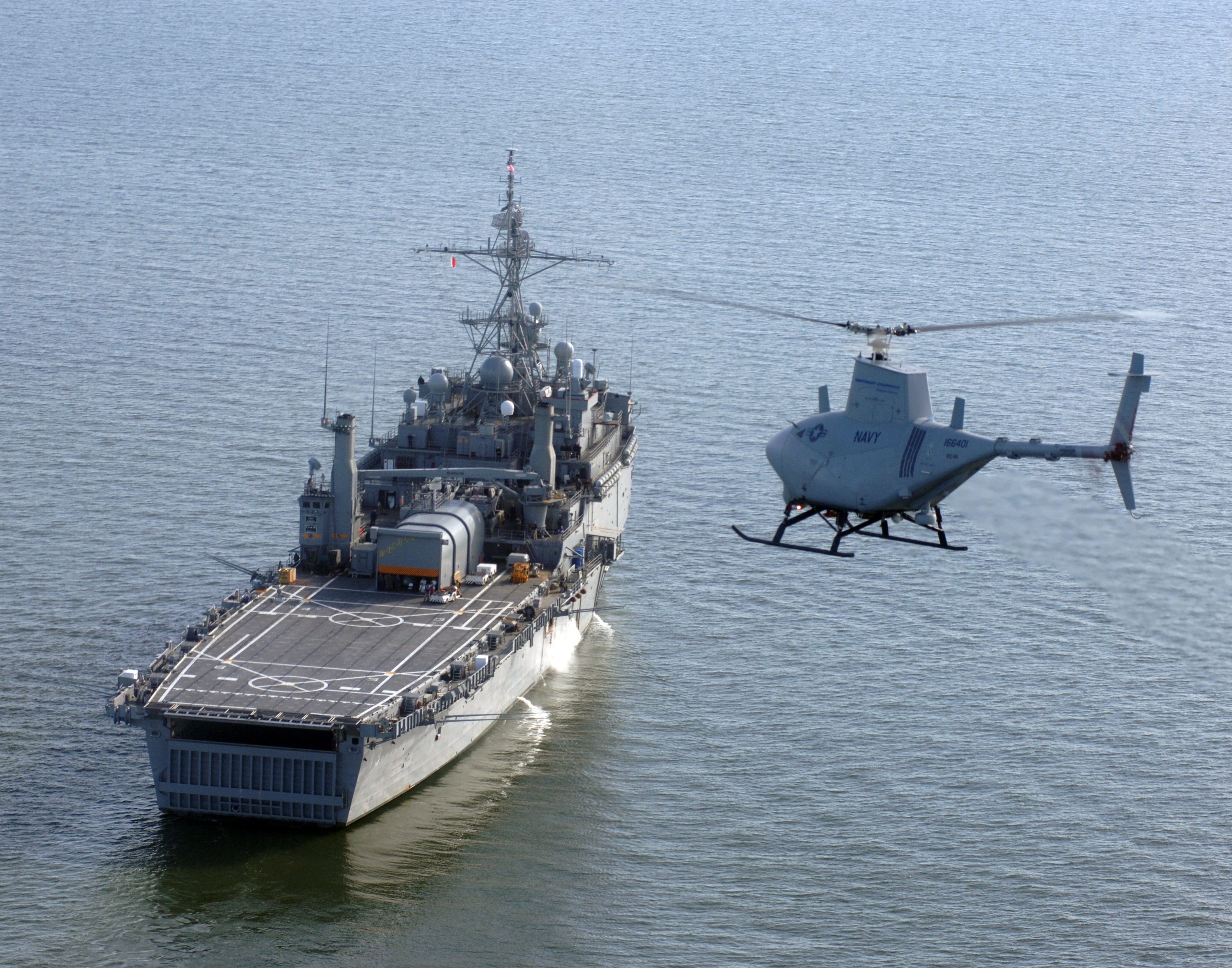
MQ-8B в полёте рядом с USS NASHVILLE (2006 год)

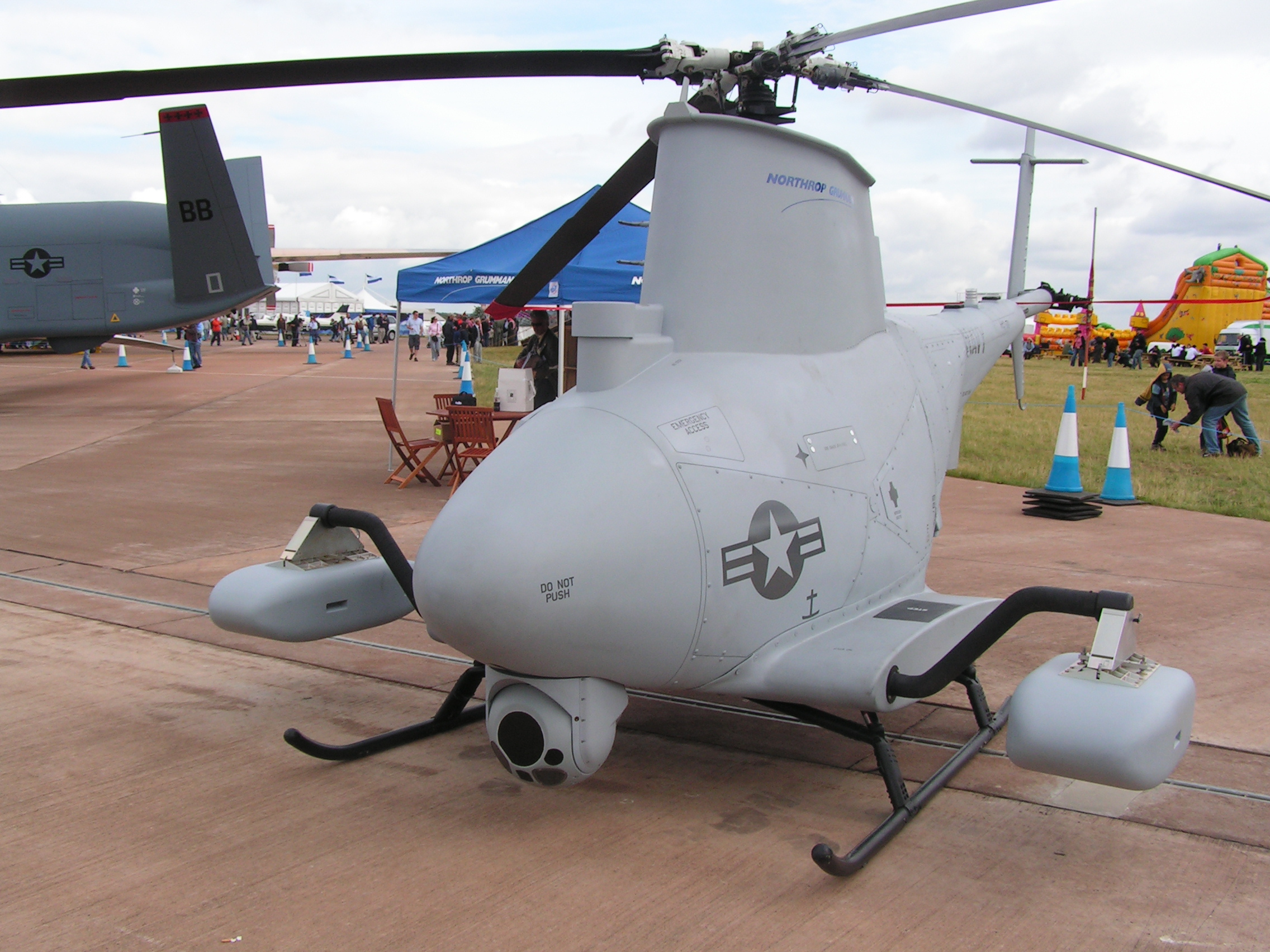
MQ-8B Fire Scout at the RIAT.

MQ-8 Fire Scout — многоцелевой беспилотный летательный аппарат (беспилотный вертолёт).

## История
Работа над созданием беспилотного аппарата вертикального взлета RQ/MQ-8 "Fire Scout" на основе конструкции гражданского вертолёта Schweizer 330 была начата в феврале 2000 года фирмой "Schweizer USA" (дочерней структуры компании "Sikorsky").
В мае 2017 года фирма "Northrop Grumman" получила 36,8 млн. долларов от правительства США на улучшение радаров и программного обеспечения беспилотных аппаратов типа MQ-8 Fire Scout.

## Характеристики
- Длина = 6,98 м.
- Высота = 2,87 м.
- Диаметр несущего винта = 8,38 м.
- Вес нормальный = 1157 кг.
- Скорость максимальная = 205 км/ч.
- Потолок практический = 6096 м.
- Дальность полёта практическая = 177 км.
- Продолжительность полёта = 6 часов
- Двигатель = Rolls-Royce 250-C20W

## Описание
В стандартное оборудование вертолёта входят электро-оптические/инфракрасные сканеры и лазерный дальномер, которые позволяют находить и идентифицировать заданные цели, ранжировать их в зависимости от важности. Продолжительность полёта БПЛА составляет четыре часа. Этого времени достаточно для того, чтобы совершать продолжительные полёты в радиусе 110 морских миль от взлётной площадки. На вертолётах-разведчиках также планируют установить высокоточные ракеты класса Hellfire.

## Варианты и модификации
- RQ-8A - на основе конструкции вертолёта Schweizer 330 с трёхлопастным винтом
- MQ-8B - разработка аппарата RQ-8B на основе конструкции вертолёта Schweizer 333 (с четырёхлопастным винтом) была начата в конце 2003 года, в 2006 году аппарат получил наименование MQ-8B. Взлётный вес аппарата составляет 1430 кг, полезная нагрузка - 270 кг, запас топлива - 360 кг продолжительность полёта - до 8 часов на удалении до 200 км от станции управления[1]
- MQ-8C Fire-X - на основе конструкции вертолёта Bell 407[4]; первый БПЛА был построен в июле 2013 года и совершил первый полёт 31 октября 2013 года.

## Потери
- 20 июня 2011 года - во время интервенции НАТО в Ливию при выполнении разведывательного полёта разбился беспилотный летательный аппарат MQ-8B "Fire Scout" ВМС США[5].
- 30 марта 2012 года у побережья Западной Африки при заходе на посадку на палубу фрегата "Симпсон" сел на воду и получил повреждения один MQ-8B. Тем не менее, после ремонта БПЛА пригоден к дальнейшей эксплуатации[6]
- 6 апреля 2012 года на севере Афганистана разбился один из трёх направленных в страну MQ-8B, после этого происшествия 10 апреля 2012 года командование ВВС США официально приостановило полёты аппаратов MQ-8B[6]

## Страны-эксплуатанты
- США - 20 MQ-8B и 34 MQ-8C по состоянию на 2022 год[7]